# Уорнер, Джек (футбольный функционер)
О́стин (Джек) Уо́рнер (род. 26 января 1943) — политик из Тринидада и Тобаго, бизнесмен и бывший футбольный функционер. Был вице-президентом ФИФА и президентом КОНКАКАФ до отстранения в 2011 году и последующей отставки. Был министром национальной безопасности Тринидада и Тобаго и членом парламента страны с 2007 по 2015 год. Являлся владельцем профессионального футбольного клуба Joe Public FC в Тунапуне (Тринидад и Тобаго).
Был членом Исполкома ФИФА с 1983 года и президентом КОНКАКАФ с 1990 года. В 2011 году был переизбран на новый срок. Был замешан в многочисленных обвинениях в коррупции, начиная с 1980-х годов. 29 мая 2011 года Комитет по этике ФИФА временно отстранил Уорнера и Мохаммеда бин Хаммама до получения результатов расследования обвинений в коррупции. 20 июня 2011 года ФИФА объявила об отставке Уорнера со всех его постов в международном футболе.

## ЧМ по футболу 2018
7 марта 2020 года США выдвинули обвинения против Уорнера и других функционеров ФИФА. Их подозревают в получении взяток за поддержку заявок России и Катара на проведение чемпионата мира. В частности Джек Уорнер обвиняется в получении 5 миллионов долларов США в поддержку российской заявки на ЧМ-2018. Это обвинение — результат продолжающегося расследования ФБР о коррупции в руководстве международной федерации футбола.
Расследование
По заявлению прокуроров, 1 ноября 2010 года на адрес ассистента Джека Уорнера пришёл имейл, начинавшийся со слов: «Пожалуйста, дайте ему знать, что то, о чём мы договорились, будет сделано на этой неделе». В течение следующих нескольких месяцев Уорнер получил около 5 млн долларов на счёт в Тринидад и Тобаго. Переводы шли через 10 подставных офшорных компаний от Кипра до Британских Виргинских островов и затем распределялись между 30 банковскими счетами в США. По утверждению прокуроров, некоторые из счетов, с которых отправляли Уорнеру деньги, получали и отправляли деньги на счета американских компаний, получивших контракты на поддержку российской заявки на ЧМ-2018.